# Nikola Ninković
Nikola Ninković (cyr. Никола Нинковић; ur. 19 grudnia 1994 roku) – serbski piłkarz grający na pozycji pomocnika. Zawodnik Empoli FC, do którego jest wypożyczony z Genoi.

## Kariera klubowa
11 lipca 2011 roku podpisał swój pierwszy profesjonalny, który związał go z Partizanem Belgrad na pięć lat. 19 lipca 2011 roku zadebiutował w pierwszym zespole, gdy wszedł na boisko w meczu drugiej rundy kwalifikacyjnej do Ligi Mistrzów. Debiut w lidze zaliczył 31 marca 2012 roku przeciwko FK Rad.
11 sierpnia 2012 roku strzelił swojego pierwszego gola w barwach Partizanu, w wygranym 7-0 meczu z BSK Borča.
W 2016 trafił do Genoi, z której był wypożyczony do Chievo Werona.

## Kariera reprezentacyjna
Nikola Ninković grał na Mistrzostwach Europy U-19 w 2012 roku. Trafił bramkę w meczu z Anglią.